# Lekkoatletyka na Letnich Igrzyskach Olimpijskich 2012 – sztafeta 4 × 400 m kobiet
Sztafeta 4 × 400 metrów kobiet to trzecia sztafeta, w której rozdano medale w lekkoatletyce na Letnich Igrzyskach Olimpijskich w Londynie.
Dyscyplina rozpoczęła się 10 sierpnia o godzinie 19:10 czasu londyńskiego. Wtedy to rozegrano pierwszą rundę zawodów. Decydująca faza, która wyłoniła mistrzynie olimpijskie odbyła się 11 sierpnia o godzinie 20:25 czasu londyńskiego. Zawody odbyły się na Stadionie Olimpijskim w Londynie.
Złoty medal zdobyły Amerykanki, które uzyskały najlepszy wynik na listach światowych w roku 2012 (3:16,87).
| Poz. – pozycja                                                                  |
| OR – rekord olimpijski \| NR – rekord krajowy \| SB – najlepszy wynik w sezonie |
| DNS – nie wystartowały \| DSQ – dyskwalifikacja \| DNF – nieukończenie biegu    |
| * wyniki podawane w minutach                                                    |

## Rekordy
W poniższej tabeli przedstawione są rekord świata i rekord olimpijski przed rozegraniem zawodów, tj. na 10 sierpnia 2012 roku.
| Rekord świata     | ZSRR · (Tatjana Ledowska, Olga Nazarowa, Marija Pinigina, Olha Bryzhina) | 3:15,17 | Seul, Korea Południowa | 1 października 1988 |
| Rekord olimpijski | ZSRR · (Tatjana Ledowska, Olga Nazarowa, Marija Pinigina, Olha Bryzhina) | 3:15,17 | Seul, Korea Południowa | 1 października 1988 |

## Terminarz
| Data             | Godzina (UTC+1) | Wydarzenie |
| ---------------- | --------------- | ---------- |
| 10 sierpnia 2012 | 19:10           | Eliminacje |
| 11 sierpnia 2012 | 20:25           | Finał      |

## Przebieg zawodów

### Eliminacje
W pierwsze rundzie wystartowało 16 zespołów, które zostały zgłoszone do zawodów. Bezpośrednio do finałowej rundy awansowały trzy najlepsze ekipy (Q) oraz dwie drużyny z najlepszymi czasami, którzy zajęli miejsca gorsze niż trzecie (q).

#### Bieg 1
| Miejsce | Kraj              | Zawodnicy                                                                  | Czas     | Uwagi |
| ------- | ----------------- | -------------------------------------------------------------------------- | -------- | ----- |
| 1       | Stany Zjednoczone | Keshia Baker, Francena McCorory, Diamond Dixon, DeeDee Trotter             | 3:22,09  | Q     |
| 2       | Rosja             | Julija Guszczina, Tatjana Firowa, Natalja Nazarowa, Anastasija Kapaczinska | 3:23,11  | DSQ   |
| 3       | Wielka Brytania   | Shana Cox, Lee McConnell, Eilidh Child, Christine Ohuruogu                 | 3:25,05  | Q     |
| 4       | Czechy            | Denisa Rosolová, Zuzana Bergrová, Jitka Bartoničková, Zuzana Hejnová       | 3:26,20  | q     |
| 5       | Polska            | Iga Baumgart, Justyna Święty, Anna Jesień, Patrycja Wyciszkiewicz          | 3:30,15  |       |
| 6       | Irlandia          | Marian Heffernan, Joanne Cuddihy, Jessie Barr, Michelle Carey              | 3:30,55  | SB    |
| 7       | Brazylia          | Joelma Sousa, Jailma de Lima, Aline dos Santos, Geisa Coutinho             | 3:32,95  |       |
| 8       | Turcja            | Pınar Saka, Meliz Redif, Birsen Engin, Sema Apak                           | 3:34,.71 |       |

#### Bieg 2
| Miejsce | Kraj     | Zawodnicy                                                                 | Czas    | Uwagi |
| ------- | -------- | ------------------------------------------------------------------------- | ------- | ----- |
| 1       | Jamajka  | Christine Day, Shereefa Lloyd, Shericka Williams, Rosemarie Whyte         | 3:25,13 | Q,    |
| 2       | Ukraina  | Olha Zemlak, Alina Łohwynenko, Hanna Jaroszczuk, Natalija Pyhyda          | 3:25,90 | Q     |
| 3       | Francja  | Phara Anacharsis, Muriel Hurtis-Houairi, Marie Gayot, Floria Guei         | 3:25,94 | Q     |
| 4       | Nigeria  | Omolara Omotosho, Idara Otu, Bukola Abogunloko, Regina George             | 3:26,29 | q,    |
| 5       | Białoruś | Alena Kijewicz, Iruna Chliustawa, Iłona Usowicz, Swiatłana Usowicz        | 3:26,52 | SB    |
| 6       | Kuba     | Aymée Martínez, Diosmely Peña, Yaimeisi Borlot, Daysiurami Bonne          | 3:27,41 | SB    |
| 7       | Włochy   | Chiara Bazzoni, Elena Maria Bonfanti, Libania Grenot, Maria Enrica Spacca | 3:29,01 | SB    |
| 8       | Niemcy   | Esther Cremer, Janin Lindenberg, Maral Feizbakhsh, Fabienne Kohlmann      | 3:31,06 |       |

#### Finał
| Miejsce | Tor | Kraj              | Zawodnicy                                                                 | Czas    | Uwagi |
| ------- | --- | ----------------- | ------------------------------------------------------------------------- | ------- | ----- |
|         | 7   | Stany Zjednoczone | DeeDee Trotter, Allyson Felix, Francena McCorory, Sanya Richards-Ross     | 3:16,87 | WL,   |
|         | 6   | Jamajka           | Christine Day, Rosemarie Whyte, Shericka Williams, Novlene Williams-Mills | 3:20,95 | SB    |
|         | 4   | Ukraina           | Alina Łohwynenko, Olha Zemlak, Hanna Jaroszczuk, Natalija Pyhyda          | 3:23,57 | SB    |
| 4.      | 9   | Wielka Brytania   | Shana Cox, Lee McConnell, Perri Shakes-Drayton, Christine Ohuruogu        | 3:24,76 | SB    |
| 5.      | 8   | Francja           | Phara Anacharsis, Muriel Hurtis-Houairi, Marie Gayot, Floria Guei         | 3:25,92 |       |
| 6.      | 2   | Czechy            | Denisa Rosolová, Zuzana Bergrová, Jitka Bartoničková, Zuzana Hejnová      | 3:27,77 |       |
| 8. !    | 5   | Rosja             | Julija Guszczina, Antonina Kriwoszapka, Tatjana Firowa, Natalja Antiuch   | 3:20,23 | DSQ   |
| 8. !    | 3   | Nigeria           | Omolara Omotosho, Ajoke Odumosu, Regina George, Bukola Abogunloko         | DSQ     |       |